# Ranis
Ranis è una città di 1 648 abitanti della Turingia, in Germania.
In una grotta sotto il castello, già indagata dal 1932 al 1938, scavi archeologici, condotti dal 2016 al 2022, hanno portato alla luce resti di homo sapiens datati a 45.000 anni fa.
Appartiene al circondario della Saale-Orla (targa SOK) ed è parte della comunità amministrativa (Verwaltungsgemeinschaft) di Ranis-Ziegenrück.